# Femke Bol
Femke Bol (Amersfoort, 23 februari 2000) is een Nederlandse atlete, die zich heeft gespecialiseerd in de 400 m en 400 m horden. Op het eerste onderdeel is zij sinds 2021 regerend Europees indoorkampioene en sinds 2022 regerend wereldindoorkampioene. Bovendien veroverde zij in 2022 ook de Europees outdoortitel op deze afstand, waarop zij sinds februari 2023 tevens in het bezit van het wereldindoorrecord. Dit verbeterde zij sindsdien alweer tweemaal. Op de 400 m horden is zij sinds 2022 Europees kampioene en sinds 2023 wereldkampioene. Op de Olympische Spelen kwam zij tweemaal uit op dit onderdeel, wat haar beide keren een bronzen medaille opleverde. Sinds de Spelen van Tokio is zij tevens in het bezit van het Europees record, dat zij sindsdien van 52,03 s in 2021 aanscherpte tot 50,95 s in 2024.
Daarnaast is Bol op de estafettes, zowel de 4 × 400 m bij de vrouwen als de 4 × 400 m gemengd, van onschatbare waarde. Ze boekte ook op dit terrein vele successen en heeft als lid van de Nederlandse ploeg in wisselende samenstellingen haast alle titels behaald die er te halen vielen: op de 4 × 400 m estafette bij de vrouwen Europees indoorkampioene in 2021 en 2023, Europees outdoorkampioene in 2022 en 2024, wereldindoorkampioene in 2022 en 2024, wereldoutdoorkampioene in 2023 en olympisch zilver in 2024; op de 4 × 400 m gemengd olympisch goud in 2024, zilver op de WK in 2022 en brons op de EK in 2024.
Uniek was haar prestatie om op de EK van 2022 in München zowel de 400 m 'vlak' als de 400 m horden op haar naam te schrijven, om vervolgens als laatste loopster ook het goud op de 4 × 400 m estafette uit het vuur te slepen.
Bij de Olympische Spelen in Parijs zorgde zij op spectaculaire wijze voor goud voor Nederland op de 4 x 400 m estafette gemengd door als laatste loopster nog drie concurrerende loopsters in te halen en te finishen in 3.07,43, een Europees record. Vijf dagen later pakte ze op dezelfde Spelen brons op de 400 m horden, om het toernooi met haar team na opnieuw een geweldige eindsprint af te sluiten met zilver op de 4 x 400 estafette vrouwen in 3.19,50, een Nederlands record.

## Carrière

### Jeugd
Reeds op jonge leeftijd gaf Bol blijk van haar uitzonderlijke talent. Als vijftienjarige was zij op de lange sprint, de 300 m, de beste van haar leeftijdscategorie en veroverde zij bij de B-junioren haar eerste officiële nationale titel op de 400 m. In de jaren die volgden was zij op alle NK's, indoor zowel als outdoor, in haar leeftijdsgroep de beste. In totaal veroverde zij van 2015 tot en met 2019 negen nationale jeugdtitels, waarvan acht op de 400 m en een op de 400 m horden. Bovendien heeft zij op beide onderdelen de nationale jeugdrecords op haar naam staan.

### Overgang van junior naar senior
2019 is een succesvol jaar in de nog jonge carrière van Bol gebleken. Enerzijds behaalde zij in haar laatste juniorenjaar nog twee gouden medailles op nationale kampioenschappen, anderzijds voegde zij daar bij de senioren nog een indoortitel aan toe, haar eerste in deze categorie. Medio juni verraste zij vervolgens bij een wedstrijd in Genève door op de 400 m horden een tijd van 55,94 s te realiseren, waarmee zij zich kwalificeerde voor deelname aan de wereldkampioenschappen in Doha. Na enkele weken later op dit onderdeel bij de junioren haar laatste gouden plak te hebben veroverd, bevestigde zij in de daarop volgende maand haar talent voor dit zware onderdeel door in het Zweedse  Borås ook de Europese titel bij de U20-junioren voor zich op te eisen.
Intussen was zij op de 400 m zonder obstakels in juni het outdoor-seizoen gestart met een overwinning in 53,15 bij de Fanny Blankers-Koen Games in Hengelo, waarna zij een maand later in het Zwitserse Lausanne voor het eerst een tijd binnen de 53 seconden realiseerde: in 52,98. Op de NK voor senioren beperkte zij zich tot deelname aan de 200 m, waarin zij derde werd achter Lieke Klaver en Marije van Hunenstijn.
Bij de WK in Doha kwam Bol uit op de 400 m horden en de 4 × 400 m estafette. Op het individuele onderdeel strandde zij in de halve finale, nadat zij in haar serie met 55,32 het nationale jeugdrecord had verbeterd en zich had gekwalificeerd voor deelname aan de Olympische Spelen in Tokio. Op het estafette-onderdeel bereikte ze de finale, waarin het Nederlandse viertal op de zevende plaats eindigde.

### Eerste nationale record
In 2020 ging Bol goed van start door begin februari tijdens een indoorwedstrijd in het Franse Metz haar PR op de 400 m aanzienlijk te verbeteren van 53,24 naar 52,47. Later die maand ging zij op de Nederlandse indoorkampioenschappen in Apeldoorn als favoriete op die afstand van start. In de 400 m-finale moest zij het deze keer echter verrassend genoeg afleggen tegen haar trainingsmaatje Lieke Klaver, die haar gedurende de gehele race achter zich wist te houden. Klaver won in 52,45, gevolgd door Bol in 52,78.
Daarna werd door de uitbraak van de coronapandemie het wedstrijdprogramma opgeschort en ook de mogelijkheden om te trainen werden drastisch ingeperkt. Ondanks alle beperkingen slaagde Bol er echter in om haar conditie goed op peil te houden, want toen er ten slotte op 18 juli op de atletiekbaan van Sportcentrum Papendal testwedstrijden mochten worden gehouden, wist de inmiddels twintigjarige Amersfoortse de 400 m horden te winnen in 53,79. Dat was bijna een seconde sneller dan het Nederlandse record, dat met 54,62 sinds 1998 op naam had gestaan van Ester Goossens. Overigens was Bol twee weken eerder met 54,47 ook al onder dit record uitgekomen, maar die tijd kon niet als officieel record worden erkend, omdat bij die poging niet was voldaan aan de voorwaarde van een minimaaldeelname van drie atleten. De 53,79 van de Nederlandse was tevens de beste wereldtijd van 2020 op dit onderdeel.
De prestatie van Bol opende de deuren naar enkele lucratieve wedstrijden die aan het eind van het zomerseizoen nog konden worden georganiseerd, zonder publiek overigens. Zij won een 300 m horden bij de Golden Spike Ostrava en binnen het Diamond League programma een 400 m in Monaco en twee 400 m hordenraces in Stockholm en Rome. Haar PR op de 400 m had zij aan het eind van het seizoen inmiddels bijgesteld naar 51,13.

### Records en Europees indoorkampioene
2021 was het jaar dat Bol definitief doordrong tot de wereldtop. Na een trainingskamp onder gunstige omstandigheden in Zuid-Afrika ging de Amersfoortse op 30 januari uitstekend van start door tijdens een indoorwedstrijd in Wenen het Nederlandse indoorrecord op de 400 m te verbeteren. Overigens was Lieke Klaver haar voorgegaan door in een eerdere serie het record van Ester Goossens van 51,82 uit 1998 te verbeteren tot 51,48. Klaver kon daar echter slechts kort van genieten, want een serie later maakte Bol er 50,96 van. Het was bovendien de snelste tijd van een Europese atlete sinds 2013. Een lang leven had haar record echter niet, want bij indoorwedstrijden die deel uitmaakten van de World Indoor Tour maakte Bol er achtereenvolgens in Metz 50,81 en in Toruń 50,66 van. Daarna veroverde zij op de NK indoor goud in 50,64 en twee weken later op de Europese indoorkampioenschappen in Toruń eveneens goud in 50,63. Vijf recordverbeteringen in evenzovele weken plus een nationale en een Europese indoortitel, met daarnaast ook nog eens Europees indoorgoud op de  4 × 400 m estafette, samen met Lieke Klaver, Marit Dopheide en Lisanne de Witte, in 3.27,15. Ook dat was een nationaal record. Kortom, een indrukwekkend staaltje machtsvertoon van Bol.

### Van overwinning naar overwinning
Het was echter pas het begin. In mei begon Bol aan haar outdoorseizoen met deelname aan de World Athletics Relays in het Poolse Chorzów op de 4 × 400 m estafette. Eind mei volgde een optreden op de 400 m in het Belgische Oordegem, waar zij het nationale record van 50,77 van Lisanne de Witte uit 2018 bijstelde tot 50,66. Daarna pakte zij de draad op de 400 m horden weer op met een overwinning op de FBK Games in 54,33 begin juni. Wat volgde was een imposante overwinning op de 400 m horden tijdens het Golden Gala in Florence, een wedstrijd binnen de Diamond League-serie, waar zij in 53,44 niet alleen haar nationale record van 53,79 uit 2020 verbeterde, maar ook het 37 jaar oude Europese U23-record. Een tussenstapje terug naar de 400 m vlak leverde haar op 19 juni tijdens de EK voor landenteams in Roemenië een tijd op van 50,37, opnieuw een Nederlands record. Daarna ging het weer harder en harder op de 400 m horden in de Diamond League-serie, met nieuwe recordprestaties van 53,33 in Oslo en 52,37 in Stockholm. Een tussendoortje naar een wedstrijd in Székesfehérvár bracht haar de winst in 52,81, waarna Bol haar Diamond League-missie vervolgde in Gateshead met een overwinning in 53,24. In de aanloop naar de uitgestelde Olympische Spelen in Tokio reeg de Nederlandse de overwinningen aan elkaar. De vierde plaats die zij op de NK in Breda behaalde stak daar zelfs een beetje schriel tegen af, ook al was dat op de 200 m en haar gelopen tijd van 23,16 een PR-prestatie.

### Brons en Europees record bij olympisch debuut in Tokio
Tijdens het atletiekprogramma van de Spelen in Tokio, dat van 30 juli tot en met 8 augustus plaatsvond, kwam de op olympisch niveau debuterende Bol zes keer in actie, drie keer op de 400 m horden, twee keer op de 4 × 400 m estafette en één keer op de 4 × 400 m gemengd. Op de 400 m horden won zij haar serie en halve finale, om ten slotte in de finale de strijd aan te gaan met de twee Amerikaanse vedettes Sydney McLaughlin en Dalilah Muhammad. Het werd de snelste race ooit in de historie van dit onderdeel. McLaughlin werd kampioene in 51,46, waarmee ze bijna een halve seconde onder het wereldrecord dook dat zij zelf een maand eerder op 51,90 had gesteld, terwijl Muhammad, de olympisch kampioene van 2016, als tweede in 51,58 ook onder dat vorige wereldrecord bleef. Bol finishte als derde in 52,03 en verbeterde hiermee het Europese record van 52,34 van de Russische Joelia Petsjonkina, dat in 2019 nog als wereldrecord had gegolden. Haar brons was de eerste olympische medaille voor Nederland op dit onderdeel. Op de 4 × 400 m estafette liet zij samen met Lieke Klaver, Lisanne en Laura de Witte in de serie eerst de Nederlandse recordtijd van 3.24,01 optekenen, waarna ditzelfde viertal in de finale nog een tandje harder ging en in 3.23,74 als zesde eindigde. In het nieuwe estafetteonderdeel 4 × 400 m gemengd liep ze alleen de finale en daarin eindigde ze samen met Liemarvin Bonevacia, Lieke Klaver en Ramsey Angela als vierde in 3.10,36 en ook dat was weer een Nederlands record.

### Europees talent van het jaar
Nog was het niet genoeg. Na de Olympische Spelen hervatte Bol haar missie in de Diamond League. Ze won de 400 m horden op de Athletissima in Lausanne in 53,05 en bij de Weltklasse Zürich in 52,80, waarmee het totaal aantal overwinningen op zes kwam te staan en zij voor het eerst in haar loopbaan de eindoverwinning in deze serie veroverde in de vorm van de Diamant Trofee. Waarna zij, nu zij toch in Zwitserland was, op 14 september tijdens de Galà dei Castelli in Bellinzona haar wedstrijdseizoen afsloot met een overwinning op de 400 m horden in 54,01. Ze had nu van de twaalf 400 m hordenraces waarop zij dat jaar was uitgekomen er elf gewonnen, waarvan vier binnen de 53 seconden. Het leverde haar aan het eind van het jaar de onderscheiding Europees talent van het jaar op.

### Tweemaal zilver op WK indoor 2022
In 2022 begon Bol haar indoorseizoen, net als een jaar eerder, met deelname aan de indoorwedstrijden van de World Indoor Tour in Metz en Toruń. In beide gevallen verbeterde zij op de 400 m haar eigen toernooirecords: in Metz van 50,81 naar 50,72 en in Toruń van 50,66 naar 50,64. Bovendien liep ze in Metz ook nog een 200 m in 23,37, een PR-prestatie. Daarna waren eind februari de NK indoor aan de beurt, waar zij haar titel op de 400 m prolongeerde in 50,30, de twaalfde tijd op de wereldindoor ranglijst. Het was ook een snellere tijd dan ze tot dan toe buiten had gelopen.
Drie weken later moest Bol het op de wereldindoorkampioenschappen in Belgrado op de 400 m onder meer opnemen tegen tweevoudig olympische kampioene Shaunae Miller-Uibo. Nadat zij in haar halve finale, ondanks een valpartij aan de finish, was doorgedrongen tot de finale, moest ze daarin haar meerdere erkennen in de atlete uit de Bahamas, ook al waren de verschillen klein: 50,31 om 50,57. Later in het toernooi voegde zij daar nog een tweede zilveren medaille aan toe door op de 4 × 400 m estafette samen met Lieke Klaver, Eveline Saalberg en Lisanne de Witte vlak achter het in 3.28,40 winnende Jamaicaanse viertal te finishen in 3.28,57. Hierbij werd voor Bol als laatste loopster een splittijd van 50,26 geklokt.

### Winst in Diamond League-reeks
Het buitenseizoen startte voor Bol met de Golden Spike-meeting in Ostrava, waar zij op de 300 m horden haar tijd van twee jaar eerder van 38,55 verbeterde tot 36,86, wat gelijk de beste wereldprestatie ooit was, want die stond sinds 2013 met 38,16 op naam van de Tsjechische Zuzana Hejnová. Begin juni volgden de FBK Games, waar zij onder regenachtige omstandigheden de snelste was op de 400 m. Hierna concentreerde zij zich op de Diamond League, waarin ze in juni achter elkaar drie wedstrijden won: die in Rome, Oslo en Stockholm, en telkens ging het sneller: de eerste won zij in 53,06, in Oslo werd het 52,61 en in Stockholm 52,27, haar snelste tijd tot dan toe in de Diamond League-reeks.

### Ook tweemaal zilver op WK outdoor
Vervolgens vonden in juli de WK in Eugene plaats. Bol had drie onderdelen voor de boeg, met de 4 × 400 m gemengd als eerste. Nadat het Nederlandse team met Eveline Saalberg in plaats van Bol zich in de series had geplaatst voor de finale, veroverden Liemarvin Bonevacia, Lieke Klaver, Tony van Diepen en Femke Bol het zilver in de nationale recordtijd van 3.09,90. Hierbij moet worden vermeld dat Bol als laatste loopster vanaf de derde plaats naar de tweede doorstootte in de voor haar geklokte splittijd van 48,95, de een-na-snelste tijd van alle vrouwelijke deelnemers. Vier dagen later stond de 400 m horden op het programma, het hoofdonderdeel voor Bol, die als snelste door de series heen kwam en als tweede snelste door de halve finale. In de finale moest zij het, net als op de Spelen in Tokio, weer opnemen tegen de twee Amerikaanse atletes Sydney McLaughlin en Delilah Muhammad, waarvan de eerste op de Amerikaanse kampioenschappen in juni haar eigen wereldrecord van Tokio van 51,46 had bijgesteld tot 51,41. Terwijl McLaughlin ver vooruit naar de onwaarschijnlijk snelle wereldrecordtijd van 50,68 snelde, wist Bol deze keer de andere Amerikaanse voor te blijven, waarbij zij haar beste tijd van het seizoen van 52,27 evenaarde. Muhammad finishte als derde in 53,13. Het derde onderdeel, de 4 × 400 m estafette, werd een deceptie, omdat het estafettestokje bij de wissel tussen Lieke Klaver en Cathelijn Peeters op de grond terechtkwam, waarna het team werd gediskwalificeerd, ook al had Peeters het stokje weer opgeraapt en Bol als laatste loopster de opgelopen achterstand nog wist om te zetten naar een kwalificatieplaats voor de finale.
Nauwelijks terug in Europa nam Bol deel aan de Kamila Skolimowska Memorial in Chorzów, waar zij op de 400 m zonder obstakels voor het eerst in haar loopbaan onder de 50 seconden dook en met 49,75 het nog geen drie weken oude, door Lieke Klaver in Eugene gevestigde nationale record van 50,18, alweer uit de boeken liet schrappen.

### Driemaal goud op EK 2022
De wereldkampioenschappen mochten dan achter de rug zijn, voor de Europese atleten was het seizoen pas halverwege. Half augustus volgden immers de EK in München. Bol had zich voor deze kampioenschappen ten doel gesteld om zowel uit te komen op de 400 m vlak, de 400 m horden en de 4 × 400 m estafette. Geen enkele atlete had zich ooit tijdens één toernooi aan een dergelijke combinatie gewaagd, maar Bol zag een kans om dit met succes te volbrengen, omdat er in het wedstrijdprogramma in haar ogen voldoende ruimte zat tussen de verschillende onderdelen. Op 15 augustus startte zij met het winnen van haar serie op de 400 m in 50,60, twee dagen later gevolgd door de finale, die zij in 49,44 won, een ruime verbetering van haar nog geen twee weken oude nationale record en de snelste tijd in Europa sinds 1986. De ook af en toe op Papendal trainende Poolse Natalia Kaczmarek werd tweede op een halve seconde, de eveneens Poolse Anna Kiełbasińska derde in 50,29. Het eerste goud was binnen.
De volgende dag volgden de halve finales op de 400 m horden, waarin Bol met 53,73 het snelste was van iedereen. De finale vond plaats op 19 augustus en opnieuw stond op Bol geen maat. Ver voor de concurrentie uit zegevierde de Nederlandse in 52,67, een kampioenschapsrecord, op gepaste afstand gevolgd door de Oekraïense atletes Viktorija Tkatsjoek in 54,30 en Anna Ryzhykova in 54,86. Dat was gouden medaille nummer twee.
Nog diezelfde dag vonden de series op de 4 × 400 m estafette plaats, maar daarvoor werd Bol gespaard. Het viertal Andrea Bouma, Lieke Klaver plus de zusjes Laura en Lisanne de Witte kwalificeerden zich voor de finale met het winnen van hun serie. Ten slotte volgde op 20 augustus de estafette-finale, waarin Eveline Saalberg, Lieke Klaver en Lisanne de Witte ervoor zorgden, dat Femke Bol als laatste loopster vanuit derde positie in de tweede bocht naar de koppositie kon opklimmen, waarna zij op het laatste rechte stuk nog bijna een seconde uitliep om in 3.20,87 te finishen, een verbetering van het op de Spelen van Tokio gevestigde record met bijna drie seconden. Bol had ook haar derde goud te pakken, een unieke prestatie en een evenaring van de drie gouden medailles die Fanny Blankers-Koen had veroverd op de EK van 1950.
Bol rondde het jaar 2022 af met nog twee overwinningen op de 400 m horden in de Diamond League reeks, waarmee het totaal aantal overwinningen dat jaar op vijf kwam en zij haar eindoverwinning in deze serie prolongeerde. Dit, gevoegd bij haar drie gouden EK-medailles en vier zilveren medailles op twee WK’s maakte 2022 tot het succesvolste jaar in de carrière van Femke Bol. Door de EAA werd zij aan het eind van het jaar verkozen tot Europees atlete van het jaar.

### Wereldrecord in indoorseizoen 2023
Bol trok haar uitmuntende 2022 outdoorseizoen door naar het 2023 indoorseizoen. Op 4 februari opende zij in Boston haar seizoen met een beste wereldprestatie op de 500 m, een incourante afstand die zelden wordt gelopen, met meer dan een seconde in een tijd van 1.05,63. Een week later liep zij bij een indoorwedstrijd in Metz haar eerste 400 m in 49,96 en een uur later een 200 m in 22,87, een paar minuten nadat Klaver haar Nederlandse record uit 2021 op deze afstand had verbeterd van 23,10 naar 22,97. Bol behaalde dus twee Nederlandse records binnen 77 minuten. Op de NK indoor verdedigde zij vervolgens haar titel op de 400 m. Op de hielen gezeten door Klaver kwam zij, aangemoedigd door het meelevende publiek, hierbij uit op de wereldrecordtijd van 49,26; het 42 jaar oude, onaantastbaar geachte wereldrecord van Jarmila Kratochvílová was verbroken. De volgende uitdaging vormden de EK indoor in Istanbul, waar Bol haar zinnen had gezet op prolongatie van haar Europese indoortitel. Ook die uitdaging werd een succes. Ze won goud in een tijd van 49,85; hiermee werd zij de eerste atlete ooit, die drie maal in één indoorseizoen onder de 50 seconden had gelopen. Ter afronding won ze in Istanbul met het 4 × 400 meterteam, verder bestaande uit Lieke Klaver, Eveline Saalberg en Cathelijn Peeters, een tweede gouden medaille in een tijd van 3.25,66, een nationaal indoorrecord. De Nederlandse atletes gingen vanaf de start aan de leiding en stonden die niet meer af. Voor Bol werd een splittijd van 49,58 geregistreerd. Ook deze overwinning betekende een prolongatie van de eerder op de EK indoor van 2021 veroverde titel. Resumerend beëindigde Bol het indoorseizoen, na tien wedstrijden, ongeslagen.

### Outdoorseizoen 2023: opmaat naar WK
Het outdoorseizoen van 2023 leek voor Bol vlekkeloos te verlopen. Eind mei ging zij van start in Oordegem, waar ze tijdens de jaarlijkse IFAM Meeting een degelijke eerste 400 m hordenrace neerzette in een tijd van 53,12, met ruim twee seconden voorsprong op de concurrentie. Nog geen week later was zij present in Florence, waar zij haar sinds 2020 ononderbroken reeks van overwinningen in de Diamond League voortzette met een zege, haar veertiende, tijdens de Golden Gala meeting in 52,43, een meeting record, slechts vier tiende seconde boven haar nationale record uit 2021 en veruit de snelste tijd van het jaar. Twee dagen later was ze alweer present bij de FBK Games, waar zij de 400 m won in 50,11 en ook dat was een ruime verbetering van het meeting record van 50,88 uit 2018. Volgend doelwit waren de Bislett Games, waar Bol op de 400 m horden haar vijftiende zege op rij veroverde in 52,30, alweer sneller dan eerder dit seizoen en alweer – het wordt eentonig – een meeting record.
Eind juni maakte ze deel uit van de Nederlandse ploeg die deelnam aan de EK voor landenteams in het Poolse Chorzów. Daar veroverde ze belangrijke punten voor het team door de 400 m te winnen in 49,82, waarmee zij nog geen viertiende seconde verwijderd bleef van haar eigen nationale record van 49,44, gevestigd tijdens de EK van 2022. Vervolgens was het op naar de Athletissima in Lausanne, waar zij nog geen week na Chorzów op de 400 m horden haar zestiende Diamond League-zege boekte in 52,76, het zoveelste meeting record. Enkele weken later, op 23 juli, gaf Bol de klap op de vuurpijl door tijdens de Diamond League wedstrijd in Londen de 400 m horden te lopen in 51,45, waarmee zij haar eigen Europese record van 52,03 uit 2021 aanzienlijk bijstelde en de tweede snelste tijd ooit op deze afstand op de klokken zette. Een week later nam zij deel aan de NK in Breda, waar zij koos voor deelname aan de 200 m. Dat bezorgde haar prompt haar eerste en enige nederlaag van het jaar, want tegen de ontketende Tasa Jiya kon ze niet op. Die won in 22,77, terwijl Bol in 23,05 tweede werd, nadat zij eerder in de serie een PR-prestatie van 22,88 had neergezet.

### Tweemaal goud op WK 2023
Op de WK in Boedapest deed de concurrente van Bol van de afgelopen twee seizoenen, Sydney McLaughlin-Levrone, niet mee op de 400 m horden. Dit was dus het moment om haar kans te pakken op de eerste individuele wereldtitel. Op de eerste dag van deze kampioenschappen liep ze in de finale van de gemengde 4 × 400. Bol begon de laatste ronde vooraan maar, met nog tien meter te gaan, viel ze en liet het stokje vallen, waardoor het team werd gediskwalificeerd. Het was een dramatisch begin van Bols toernooi. Ze werd echter goed opgevangen door haar teamgenoten en de ploegleiding en liep enkele dagen later in de voorrondes van de 400 m horden weer als vanouds, zodat ze zich in de finale als favoriete plaatste. Hierin liep ze haar tweede beste tijd ooit met 51,70 en won ze een gouden medaille met een marge van meer dan een seconde. Op de laatste dag van het WK liep ze als slotloopster in het 4 × 400 meterteam met Eveline Saalberg, Lieke Klaver en Cathelijn Peeters na een adembenemende eindsprint naar haar tweede gouden medaille van het kampioenschap. Dit mede omdat de Amerikanen in de voorronde waren gediskwalificeerd. Zo werd dit, mede door de inbreng van Bol, het meest succesvolle WK ooit voor Nederland.
Nog was het seizoen voor Bol niet ten einde. Er stonden nog een tweetal Diamond League meetings geprogrammeerd en ook die wilde zij natuurlijk winnen. En dat gebeurde ook. Eerst was er begin september de Memorial Van Damme in Brussel, waar zij voor het eerst in actie kwam. Het werd op de 400 m horden opnieuw een eclatante overwinning in 52,11, een meeting record uiteraard. Enkele weken later volgde de Diamond League finalewedstrijd in Eugene, de Prefontaine Classic, waar zij voor de vierde keer de 400 m horden binnen de 52 seconden wist af te leggen, namelijk in 51,98. Een meeting record, de negentiende Diamond League-overwinning op rij en de derde achtereenvolgende eindoverwinning van de hele serie. Een indrukwekkend staaltje machtsvertoon van de Nederlandse.     
Resumerend werd Bol in het gehele 2023 seizoen dus slechts tweemaal geen eerste. Eenmaal op de NK in Breda op de 200 m en toen er op het WK in de finale van de gemengde 4 × 400 m DNF achter haar naam kwam te staan.

### Onderscheidingen in 2023
In oktober 2023 werd Femke Bol door de EAA voor de tweede keer op rij gekozen tot de beste Europese atlete van het jaar. Vervolgens werd zij een maand later, eveneens voor de tweede achtereenvolgende maal, door de Atletiekunie verkozen tot AU-atlete van het jaar, om aan het eind van het jaar op het Sportgala van NOC*NSF ook nog eens de eretitel Sportvrouw van het jaar in de wacht te slepen. Bovendien maakte zij deel uit van de 4 × 400 m estafetteploeg die tot Sportploeg van het jaar werd gekozen.

### Tweemaal goud en wereldrecord op WK indoor 2024

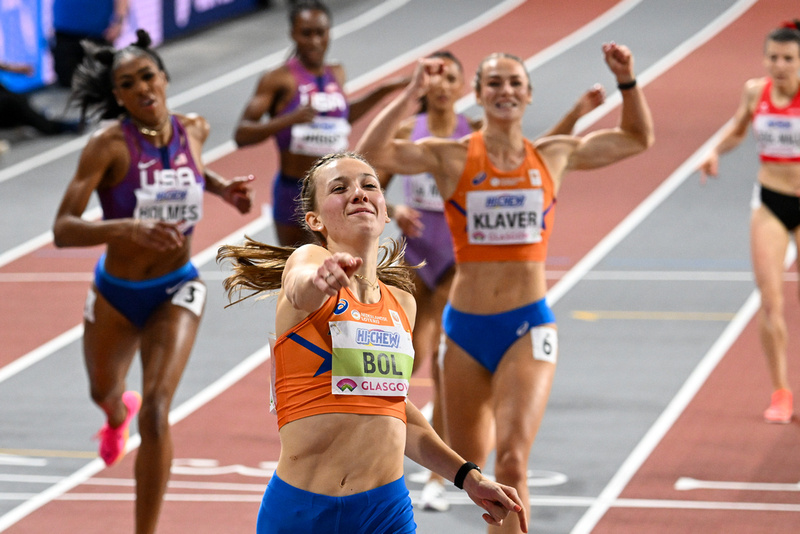
Femke Bol komt vierend over de eindstreep bij de individuele 400 m in Glasgow.

Bol opende haar wedstrijdseizoen op 3 februari in Metz waar zij, zoals de laatste jaren te doen gebruikelijk, op zowel de 400 m als de 200 m van start ging. Het resulteerde in tijden van 49,69, de snelste seizoensopener ter wereld ooit, en 22,64, waarbij de laatste tijd – een uur na haar 400 m gelopen – een PR-verbetering met 0,23 seconden betekende. Hierop volgde een week later in Liévin een 400 m in 49,63. De Amersfoortse toonde zich hiermee klaar voor de wereldindoorkampioenschappen. Zij onderstreepte dit op 18 februari in Apeldoorn door met een wereldrecordtijd van 49,24 voor de vierde keer op rij Nederlands indoorkampioene op de 400 m te worden, een verbetering van haar eigen wereldrecord van een jaar eerder met 0,02 seconden. Vervolgens werd zij op 2 maart op die afstand wereldindoorkampioene in het Schotse Glasgow in alweer een wereldrecordtijd, ditmaal van 49,17. Ze had nu in één indoorseizoen op de 400 m viermaal een tijd binnen de 50 seconden gelopen, iets wat nog nooit door een andere atlete is gepresteerd. Een dag na haar wereldrecordrace zorgde ze als slotloopster van de vrouwenestafetteploeg voor winst in de finale van de 4 × 400 m, in de Nederlandse recordtijd van 3.25,07. De andere loopsters in deze finale waren Klaver, Peeters en Lisanne de Witte. Eerder die dag was de serie gewonnen door Myrte van der Schoot, Saalberg, De Witte en Bol in 3.27,70.
Vervolgens moest de 400 meterselectie bij de vrouwen begin mei bij de World Athletics Relays in Nassau, Bahama's op twee estafetteonderdelen in actie komen: de 4 × 400 m gemengd en de 4 × 400 m voor vrouwen. Op de eerste estafette diende kwalificatie voor de EK in Rome en de Spelen in Parijs te worden afgedwongen, terwijl op de tweede estafette de eerder verworven kwalificatie moest worden bevestigd. De krachten werden dus zo goed mogelijk verdeeld. Femke Bol en Lieke Klaver werden ingezet op eerstgenoemde estafettevorm, terwijl de overige loopsters de tweede voor hun rekening namen. Finishen bij de eerste twee in de serie was de opdracht. Dat lukte op de 4 × 400 m gemengd probleemloos. Samen met Isayah Boers en Isaya Klein Ikkink wonnen Bol en Klaver op de eerste dag hun serie in 3.12,16, waarna zij een dag later in de finale in dezelfde samenstelling tweede werden in 3.11,45 achter het team van de Verenigde Staten. Eveline Saalberg, Myrte van der Schoot, Lisanne de Witte en Cathelijn Peeters hadden op de 4 × 400 m voor vrouwen intussen wat meer moeite. Die eindigden in hun serie als derde in 3.28,10. Er was echter nog een herkansingsronde, waarin ze hoe dan ook bij de eerste twee moesten zien te finishen. Dat lukte wel, want ditmaal wonnen zij hun race in 3.27,45. Wat de Nederlandse vrouwen betreft was de missie geslaagd.

### Tweemaal goud en eenmaal brons op EK 2024
Daarna richtte Bol zich op de 400 m horden. Begin juni kwam zij in haar favoriete discipline aan de start tijdens de Stockholm Bauhaus Athletics, een Diamond League wedstrijd. Voor de vierde keer in vijf jaar tijd zegevierde zij er, ditmaal in 53,07.
Vijf dagen later kwam zij op de EK in Rome voor het eerst in actie op de 4 × 400 m gemengde estafette, waarin direct finale werd gelopen. Samen met Liemarvin Bonevacia, Lieke Klaver en Isaya Klein Ikkink veroverde zij in 3.10,73 de bronzen medaille achter de teams van Ierland en Italië. Voor laatste loopster Bol werd een splittijd van 49,21 geklokt, waarmee zij de snelste vrouw was van alle deelneemsters aan deze estafette. Drie dagen na deze finale kwam Bol voor het eerst in actie op de 400 m horden, waarop zij in de halve finale met 54,16 de snelste tijd liep. De dag erna, op 11 juni, verdedigde zij met succes haar op de EK van 2022 veroverde titel. In 52,49 was zij bijna 1,8 seconden sneller dan de concurrentie, van wie Cathelijn Peeters het brons veroverde in 54,37. Bol verbeterde met haar winnende tijd bovendien het kampioenschapsrecord, dat zij zelf twee jaar eerder op 52,67 had gezet. Intussen hadden diezelfde dag de overige loopsters uit de 400 meter-selectie, Eveline Saalberg, Anne van de Wiel, Myrte van der Schoot en Lisanne de Witte, gezorgd voor kwalificatie voor de finale van de 4 × 400 m estafette. Daarin liepen achtereenvolgens Klaver, Peeters en De Witte zo sterk, dat het Nederlandse team al aan de leiding lag toen Bol het stokje in handen kreeg. Die hoefde vervolgens niet harder te lopen dan strikt noodzakelijk was om in 3.22,39 haar tweede gouden en in totaal derde medaille van het toernooi te veroveren.

### Van Rome tot Parijs
De tijd tussen de EK in Rome en de OS in Parijs benutte Bol om zowel haar basissnelheid als haar hordentechniek verder te perfectioneren. Op de NK in Hengelo eind juni nam zij, zoals de laatste jaren te doen gebruikelijk, deel aan de 200 m, waarop zij derde werd in 22,80, en verbetering van haar PR met 0,08 seconden, een week later tijdens de FBK Games in hetzelfde stadion gevolgd door een overwinning op de 400 m in 50,02. Vervolgens ging zij half juli van start bij een wedstrijd op de op hoogte gelegen baan van het Zwitserse La Chaux-de-Fonds, waar zij op de 400 m horden in 50,95 als tweede vrouw ter wereld onder de 51 secondegrens dook. Uiteraard was dit tevens een verbetering van haar eigen Europese record. Weer een week later nam zij deel aan de Diamond League-wedstrijd Londen Athletics Meet. Daar won zij de 400 m horden in 51,30, waarmee zij haar eigen meeting record van 51,45 uit 2023 met 0,15 seconden scherper stelde. Bol was klaar voor de olympische strijd in Parijs.

### Goud, zilver en brons bij OS in Parijs 2024
Op 3 augustus 2024 won Bol op de Olympische Spelen van Parijs goud op de 4 × 400 m gemengd, samen met Lieke Klaver, Eugene Omalla en Isaya Klein Ikkink. Cathelijn Peeters liep voor Bol in de voorronde. Als eindloopster maakte Bol nog drie plaatsen goed en werd er met tweehonderdste seconde boven het wereldrecord in 3.07,43 gewonnen. De winnende tijd betekende wel een forse verbetering van het Europese record van 3.09,87, dat sinds 2021 op naam had gestaan van een Pools team.
Op 8 augustus behaalde Bol de bronzen medaille op de 400 m horden achter Sydney McLaughlin-Levrone (goud) en Anna Cockrell (zilver). McLaughlin-Levrone liep in 50,37 een wereldrecord. Bol startte niet als favoriet, maar de derde plek voelde voor haar als een teleurstelling. Ze startte sneller dan gewoonlijk om de kans te behouden McLaughlin-Levrone te overtroeven, maar begon naar eigen zeggen na 250 m te verzuren. In de laatste 100 m zag ze direct naast haar Cockrell voorbijkomen. Na afloop was Bol in tranen. Na het ontvangen van de bronzen medaille was ze toch blij en 'best wel trots' op wat ze had bereikt. Twee dagen later behaalde Bol met Lieke Klaver, Cathelijn Peeters en Lisanne de Witte met een Nederlands record (3.19,50) de zilveren medaille op de 4 × 400 m estafette vrouwen, achter de Verenigde Staten. Bol startte als eindloopster als vierde, maar wist in de eindsprint op te rukken naar de tweede plaats.
Als meest succesvolle Nederlandse vrouw op deze Olympische Spelen mocht zij als eerbetoon, samen met baanwielrenner Harrie Lavreysen, de Nederlandse vlag dragen tijdens de sluitingsceremonie van de Spelen.

### Club
Bol begon haar atletiekcarrière bij de Amersfoortse atletiekvereniging AV Triathlon, en is inmiddels lid van de eveneens Amersfoortse club Altis.

## Privéleven
In de webserie Open Kaart sprak Bol zich in mei 2025 uit over de negatieve mentale impact die ze ervaart naar aanleiding van over haar uitgebrachte memes. Virale videoclips van interviews, die plaatsvonden vlak na een atletische prestatie en waarin de atlete zichtbaar nog moet herstellen en op adem moet komen, werden gedeeld via verscheidene social mediaplatforms. In deze videofragmenten ligt de focus op het hoge stemgeluid van Bol, dat vergeleken wordt met dat van Mickey Mouse.
Bol heeft een relatie met de Belgische polsstokhoogspringer Ben Broeders. Op 2 juli 2025 meldde het stel via Instagram dat ze zich hadden verloofd.

## Kampioenschappen

### Internationale kampioenschappen
| Onderdeel         | Titel                    | Jaar             |
| ----------------- | ------------------------ | ---------------- |
| 400 m             | Wereld indoorkampioene   | 2024             |
| 400 m             | Europees kampioene       | 2022             |
| 400 m             | Europees indoorkampioene | 2021, 2023       |
| 400 m horden      | Wereldkampioene          | 2023             |
| 400 m horden      | Europees kampioene       | 2022, 2024       |
| 400 m horden      | Europees kampioene U20   | 2019             |
| 4 × 400 m         | Wereldkampioene          | 2023             |
| 4 × 400 m         | Wereld indoorkampioene   | 2024             |
| 4 × 400 m         | Europees kampioene       | 2022, 2024       |
| 4 × 400 m         | Europees indoorkampioene | 2021, 2023, 2025 |
| 4 × 400 m gemengd | Olympisch kampioene      | 2024             |
| 4 × 400 m gemengd | Europees indoorkampioene | 2025             |

### Nederlandse kampioenschappen
Indoor
| Onderdeel | Jaar                         |
| --------- | ---------------------------- |
| 400 m     | 2019, 2021, 2022, 2023, 2024 |

## Persoonlijke records

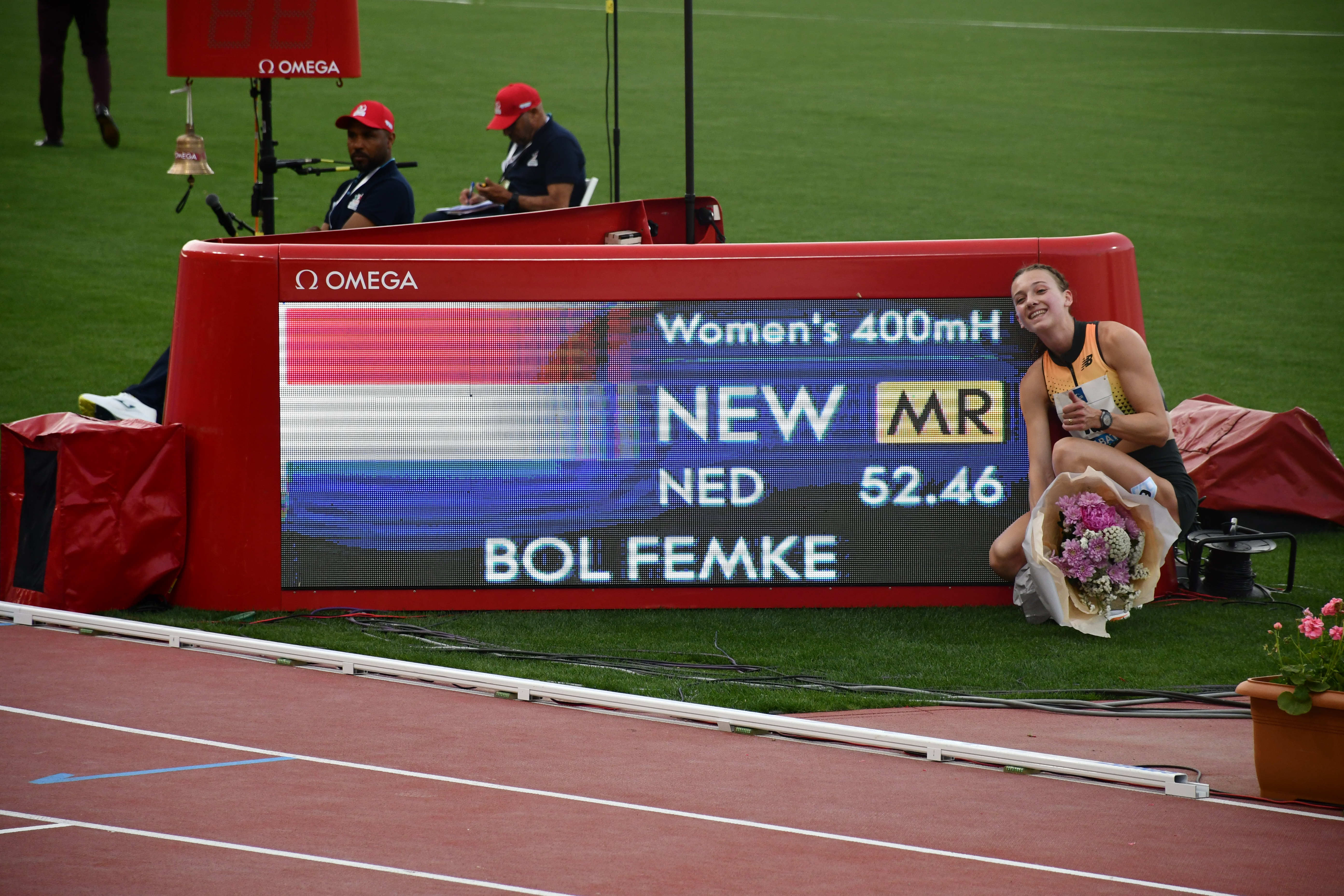
Femke Bol met een nieuw meetingrecord in de Diamond League 2025 in Rabat, Marokko.

Outdoor
| Onderdeel    | Prestatie          | Datum            | Plaats               |
| ------------ | ------------------ | ---------------- | -------------------- |
| 100 m        | 11,47 s (-0,3 m/s) | 28 april 2024    | Willemstad (Curaçao) |
| 150 m        | 17,10 s (-0,9 m/s) | 28 april 2024    | Willemstad (Curaçao) |
| 200 m        | 22,80 s (+1,9 m/s) | 30 juni 2024     | Hengelo              |
| 400 m        | 49,44 s (NR)       | 17 augustus 2022 | München              |
| 300 m horden | 36,86 s (BP)       | 31 mei 2022      | Ostrava              |
| 400 m horden | 50,95 s (AR)       | 14 juli 2024     | La Chaux-de-Fonds    |

Indoor
| Onderdeel | Prestatie       | Datum           | Plaats    |
| --------- | --------------- | --------------- | --------- |
| 60 m      | 7,73 s          | 1 februari 2020 | Apeldoorn |
| 200 m     | 22,64 s (NR)    | 3 februari 2024 | Metz      |
| 400 m     | 49,17 s (WR)    | 2 maart 2024    | Glasgow   |
| 500 m     | 1.05,63 s (WBP) | 4 februari 2023 | Boston    |
| 800 m     | 2.19,51         | 8 januari 2017  | Dortmund  |

## Prestatieontwikkeling
| Jaar | 200 m | 400 m    | 400 m hrd |
| ---- | ----- | -------- | --------- |
| 2015 | -     | 56,14    | -         |
| 2016 | 25,56 | 54,95    | -         |
| 2017 | 25,18 | 54,39    | -         |
| 2018 | 25,09 | 54,33    | -         |
| 2019 | 23,79 | 52,98    | 55,32     |
| 2020 | 23,40 | 51,13    | 53,79     |
| 2021 | 23,16 | 50,37    | 52,03     |
| 2022 | 23,00 | 49,44    | 52,27     |
| 2023 | 22,88 | 49,26(i) | 51,45     |
| 2024 | 22,80 | 49,17(i) | 50,95     |
| 2025 | 22,84 | 49,48    | 51,91     |

## Palmares

### 200m
- 2019: 7e NK - 24,41 s (-1,1 m/s)
- 2020:  NK - 23,40 s (+1,8 m/s)
- 2021: 4e NK - 23,16 s (+0,5 m/s)
- 2022:  NK - 23,05 s (-0,9 m/s)
- 2023:  NK - 23,05 s (-2,2 m/s) (in ½ fin. 22,88 s)
- 2024:  NK - 22,80 s (+1,9 m/s)
- 2025:  NK – 22,84 m (+0,9 m/s)

### 400m
- 2018: 6e NK - 54,40 s
- 2019:  NK indoor - 53,24 s
- 2019:  FBK Games - 53,15 s
- 2020:  NK indoor - 52,78 s
- 2021:  NK indoor - 50,64 s (NR)
- 2021:  EK indoor - 50,63 s (NR)
- 2021:  EK landenteams First League in Cluj-Napoca - 50,37 s
- 2022:  NK indoor - 50,30 s (NR)
- 2022:  WK indoor - 50,57 s
- 2022:  EK - 49,44s (NR)
- 2023:  NK indoor - 49,26 (WR)
- 2023:  EK indoor - 49,85 s
- 2023:  FBK Games - 50,11 s
- 2023:  EK landenteams First League in Chorzów - 49,82 s
- 2024:  NK indoor - 49,24 s (WR)
- 2024:  WK indoor - 49,17 s (WR)
- 2025:  Golden Spike Ostrava - 49,98 s
- 2025:  EK landenteams First League in Madrid - 49,48 s (MR)

Diamond League-resultaten
- 2020:  Herculis – 51,57 s
- 2021: 4e Meeting de Paris - 50,59 s
- 2022:  Kamila Skolimowska Memorial – 49,75 s (NR)

### 300m horden
- 2020:  Golden Spike Ostrava - 38,55 s
- 2022:  Golden Spike Ostrava - 36,86 s (BP)

### 400m horden
- 2019:  EK U20 in Borås - 56,25 s
- 2019:  EK voor landenteams in Sandnes - 56,97 s
- 2019: 7e in ½ fin. WK - 56,37 s (in serie 55,32 s)
- 2021:  FBK Games - 54,33 s
- 2021:  Continental Tour meeting in Székesfehérvár - 52,81 s
- 2021:  OS - 52,03 s (AR)
- 2021:  Galà dei Castelli in Bellinzona - 54,01 s
- 2022:  FBK Games - 53,94 s
- 2022:  WK - 52,27 s
- 2022:  EK - 52,67 s (CR)
- 2023:  IFAM Meeting in Oordegem - 53,12 s
- 2023:  WK - 51,70 s
- 2024:  EK - 52,49 s (CR)
- 2024:  OS - 52,15 s
- 2025:  FBK Games - 52,51 s
- 2025:  Gyulai István Memorial - 52,24 s

Diamond League-resultaten
- 2020:  Stockholm Bauhaus Athletics - 54,68 s
- 2020:  Golden Gala - 53,90 s
- 2021:  Golden Gala - 53,44 s (ER U23, NR)
- 2021:  Bislett Games - 53,33 s (ER U23, NR)
- 2021:  Stockholm Bauhaus Athletics - 52,37 s (ER U23, NR)
- 2021:  Müller Anniversary Games - 53,24 s
- 2021:  Athletissima - 53,05 s
- 2021:  Weltklasse Zürich - 52,80 s
- 2021:   Diamond League - 48 p
- 2022:  Golden Gala - 53,02 s
- 2022:  Bislett Games - 52,61 s
- 2022:  Stockholm Bauhaus Athletics - 52,27 s
- 2022:  Athletissima - 52,95 s
- 2022:  Weltklasse Zürich - 53,03 s
- 2022:   Diamond League - 40 p
- 2023:  Golden Gala te Florence - 52,43 s
- 2023:  Bislett Games - 52,30 s
- 2023:  Athletissima - 52,76 s
- 2023:  London Grand Prix - 51,45 s (ER)
- 2023:  Memorial Van Damme - 52,11 s
- 2023:  Prefontaine Classic - 51,98 s
- 2023:   Diamond League
- 2024:  Stockholm Bauhaus Athletics - 53,07 s
- 2024:  London Grand Prix - 51,30 s
- 2024:  Athletissima - 52,25 s
- 2024:  Kamila Skolimowska Memorial – 52,13 s
- 2024:  Memorial Van Damme - 52,45 s
- 2024:   Diamond League
- 2025:  Meeting International Mohammed VI d'Athlétisme de Rabat - 52,46 s
- 2025:  Stockholm Bauhaus Athletics - 52,11 s
- 2025:  Herculis - 51,95 s
- 2025:  London Athletics Meet - 52,10 s
- 2025:  Kamila Skolimowska Memorial – 51,91 s

### 4 × 400 m
- 2019:  B-fin. World Athletics Relays - 3.29,03
- 2019: 7e WK - 3.27,89 (in serie 3.27,40)
- 2021:  EK indoor - 3.27,15 (NR)
- 2021: 4e World Athletics Relays - 3.30,12
- 2021: 6e OS - 3.23,74 (NR)
- 2022:  WK indoor - 3.28,57
- 2022: DQ in serie WK
- 2022:  EK - 3.20,87 (NR)
- 2023:  EK indoor - 3.25,66 (NR)
- 2023:  WK - 3.20,72 (NR)
- 2024:  WK indoor - 3.25,07 (NR)
- 2024:  EK - 3.22,39
- 2024:  OS - 2.19,50 (NR)
- 2025:  EK indoor - 3.24,34 (NR)

### 4 × 400 mgemengd
- 2021: 8e World Athletics Relays - 3.21,02[14]
- 2021: 4e OS - 3.10,36 (NR)
- 2022:  WK - 3.09,90 (NR)
- 2023: DNF WK (in serie 3.12,12)
- 2024:  World Athletics Relays - 3.11,45
- 2024:  EK - 3.10,73
- 2024:  OS - 3.07,43 (ER)
- 2025:  EK indoor - 3.15,63

## Onderscheidingen
- Europees talent van het jaar - 2021
- Europees atlete van het jaar - 2022, 2023
- AU-atlete van het jaar - 2022, 2023
- Sportploeg van het jaar (4 × 400 m) - 2022, 2023
- Lid van Verdienste van de Atletiekunie[15] - 2023
- Sportvrouw van het jaar - 2023
- Ridder in de Orde van Oranje-Nassau - 13-08-2024
- Ereburger van Amersfoort - 2024

2020: Karol Zalewski, Natalia Kaczmarek, Justyna Święty-Ersetic, Kajetan Duszyński · 
2024: Eugene Omalla, Lieke Klaver, Isaya Klein Ikkink, Femke Bol
1980: Bärbel Broschat ·
1983: Jekaterina Fesenko ·
1987: Sabine Busch ·
1991: Tatjana Ledovskaja ·
1993: Sally Gunnell ·
1995: Kim Batten ·
1997: Nezha Bidouane ·
1999: Daimí Pernía ·
2001: Nezha Bidouane ·
2003: Jana Pittman ·
2005: Joelia Petsjonkina ·
2007: Jana Rawlinson ·
2009: Melaine Walker ·
2011: Lashinda Demus ·
2013: Zuzana Hejnová ·
2015: Zuzana Hejnová ·
2017: Kori Carter ·
2019: Dalilah Muhammad ·
2022: Sydney McLaughlin  ·
2023: Femke Bol
1983: Walther, Busch, Koch, Rübsam ·
1987: Neubauer, Emmelmann, Schersing, Busch ·
1991: Ledovskaja, Dzjigalova, Nazarova, Bryzgina ·
1993: Torrence, Malone-Wallace, Kaiser-Brown, Miles-Clark ·
1995: Graham, Stevens, Jones, Miles-Clark ·
1997: Feller, Rohländer, Rücker, Breuer ·
1999: Tsjebykina, Gontsjarenko, Kotljarova, Nazarova ·
2001: Richards, Scott, Parris, Fenton ·
2003: Barber, Washington, Richards, Miles-Clark ·
2005: Petsjonkina, Krasnomovets, Antjoech, Pospelova ·
2007: Trotter, Felix, Wineberg, Richards ·
2009: Dunn, Felix, Demus, Richards ·
2011: Richards-Ross, Felix, Beard, McCorory ·
2013: Goesjtsjina, Firova, Ryzjova, Krivosjapka ·
2015: Day, Jackson, McPherson, Williams-Mills ·
2017: Hayes, Felix, Wimbley, Francis ·
2019: Francis, McLaughlin, Muhammad, Jonathas ·
2022: Diggs, Steiner, Wilson, McLaughlin ·
2023: Saalberg, Klaver, Peeters, Bol
2025:  Nick Smidt, Eveline Saalberg, Tony van Diepen, Femke Bol